# Hugo Freund & Co
Hugo Freund & Co  е бижутерийна компания, основана през 1908 г. в Прага I на Fruit Market co. 15. Основател на тази компания е г-н Hugo Freund.

## История на компанията
Hugo Freund & Co има клонове във Виена, Пфорцхайм, Антверпен и Швейцария, които поддържат постоянен контакт с централата в Прага и не само купуват, но и изнасят и информират централата за важни чуждестранни иновации и пазарна ситуация.
Когато дойде време, когато вносът на чуждестранни стоки се затруднява и когато се налага да се откъсне от чуждестранните доставчици и неговите чуждестранни заводи, г-н Фройд реши да спести високи митнически и валутни такси.
В края на Втората световна война всички частни фирми са национализирани, сред които и компанията „Hugo Freund & Co“.